# Gunnerasläktet
Gunnerasläktet (Gunnera) är det enda växtsläkte i familjen gunneraväxter (Gunneraceae) med cirka 50 arter som förekommer på södra halvklotet. Några arter odlas som trädgårdsväxter i Sverige.
Namnet Gunnera kommer från den norske botanisten Johann Ernst Gunnerus.

## Bildgalleri

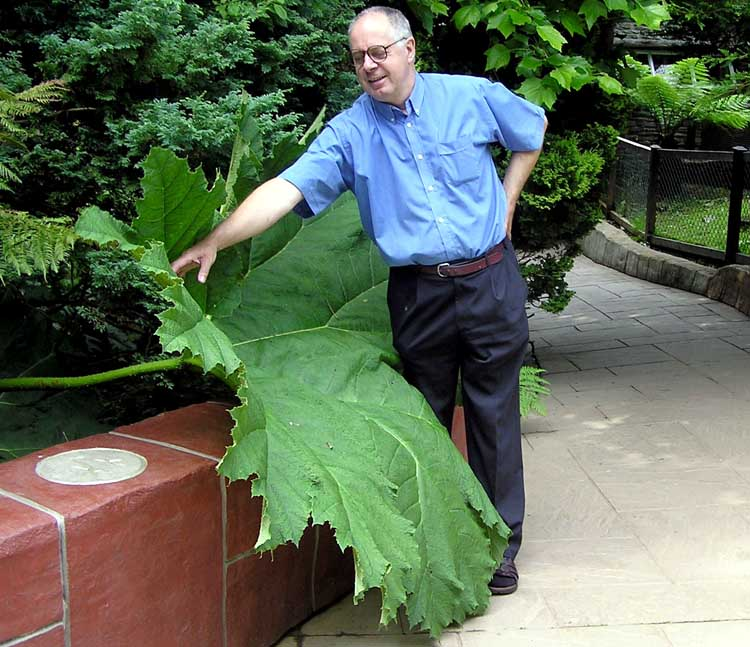
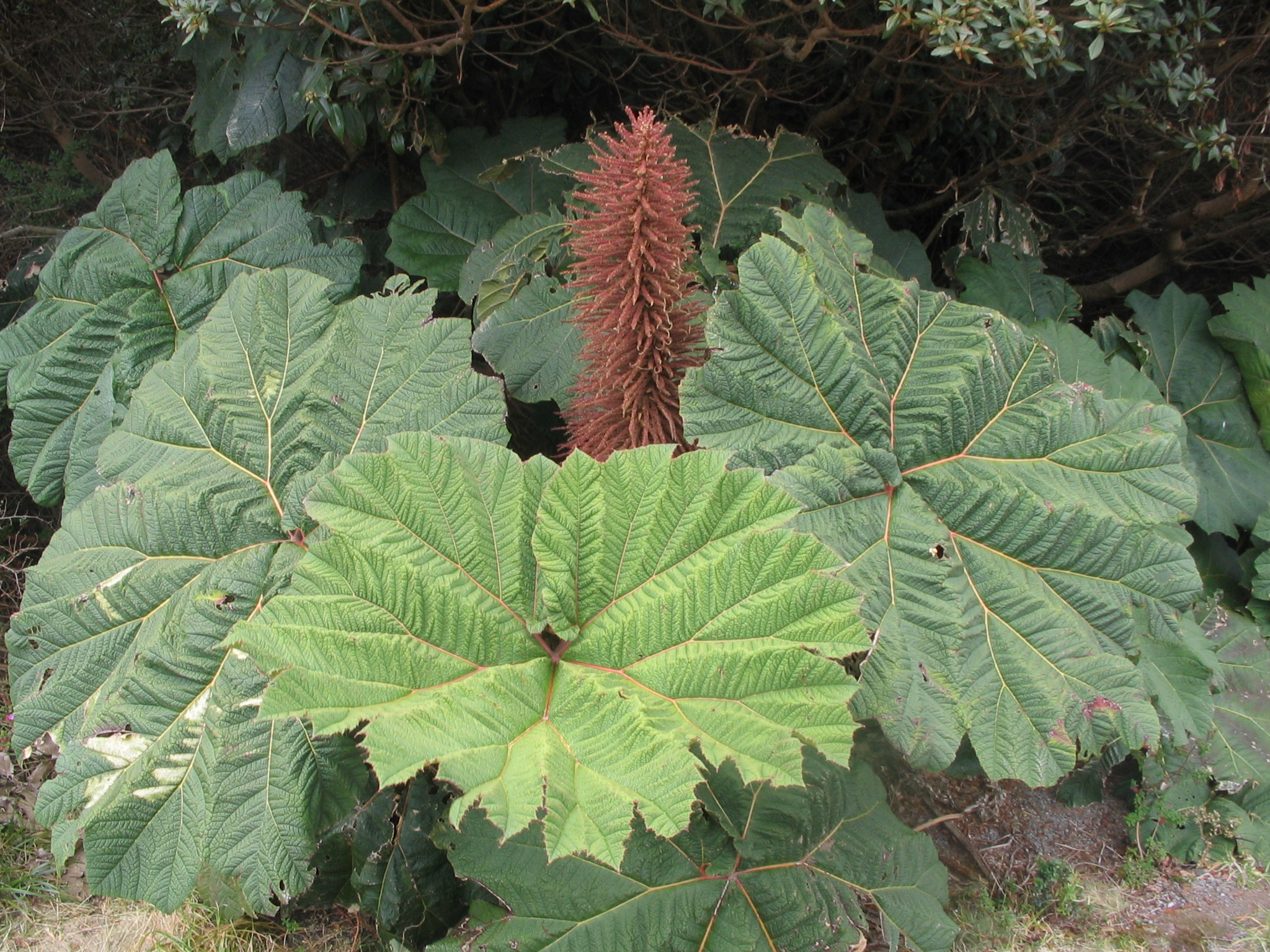

## Dottertaxa till Gunneror, i alfabetisk ordning[1]
- Gunnera aequatoriensis
- Gunnera albocarpa
- Gunnera annae
- Gunnera antioquensis
- Gunnera apiculata
- Gunnera arenaria
- Gunnera atropurpurea
- Gunnera berteroi
- Gunnera bogotana
- Gunnera bolivari
- Gunnera boliviana
- Gunnera bracteata
- Gunnera brephogea
- Gunnera caucana
- Gunnera colombiana
- Gunnera commutata
- Gunnera cordifolia
- Gunnera cuatrecasasii
- Gunnera densiflora
- Gunnera dentata
- Gunnera diazii
- Gunnera flavida
- Gunnera garciae-barrigae
- Gunnera glabra
- Gunnera hamiltonii
- Gunnera hernandezii
- Gunnera herteri
- Gunnera insignis
- Gunnera katherine-wilsoniae
- Gunnera kauaiensis
- Gunnera killipiana
- Gunnera lobata
- Gunnera lozanoi
- Gunnera macrophylla
- Gunnera magellanica
- Gunnera magnifica
- Gunnera manicata
- Gunnera margaretae
- Gunnera masafuerae
- Gunnera mexicana
- Gunnera mixta
- Gunnera monoica
- Gunnera morae
- Gunnera peltata
- Gunnera perpensa
- Gunnera peruviana
- Gunnera petaloidea
- Gunnera pilosa
- Gunnera pittierana
- Gunnera prorepens
- Gunnera quitoensis
- Gunnera reichei
- Gunnera saint-johnii
- Gunnera sanctae-marthae
- Gunnera schindleri
- Gunnera schultesii
- Gunnera silvioana
- Gunnera steyermarkii
- Gunnera strigosa
- Gunnera tacueyana
- Gunnera tajumbina
- Gunnera talamancana
- Gunnera tamanensis
- Gunnera tayrona
- Gunnera tinctoria
- Gunnera venezolana
- Gunnera vestita